# University of Exeter Press
University of Exeter Press (UEP) est la maison d'édition académique de l'Université d'Exeter, en en Angleterre. 